# Guglielmo di Ribagorza
Guglielmo Isárnez di Ribagorza (Guillermo in spagnolo, Guillem, in catalano e Guillaume in francese; seconda metà del secolo X – Val d'Aran, 1017) fu Conte di Ribagorza dal 1010 alla sua morte.

## Origine
Secondo il Codice di Roda, Guglielmo era figlio illegittimo del Conte di Ribagorza, Isarno e di un'amante, di cui non si conoscono gli ascendenti, di nome Bella.

Ancora secondo il Codice di Roda, Isarno di Ribagorza era il figlio maschio terzogenito del Conte di Ribagorza, Raimondo II e della moglie Garsenda di Fézensac, che, ancora secondo il Codice di Roda era figlia di Guglielmo Garces (ca. 895- ca. 960), primo conte d'Armagnac e di Fézensac, che, secondo la Genealogia Comitum Guasconiæ, era figlio del duca di Guascogna, Garcia II Sanchez; anche il capitolo n° XXXVI del libro XLVI della España sagrada. 46, De las santas iglesias de Lérida, Roda y Barbastro conferma che era figlio di Raimondo II Garsenda, precisando che proveniva dalla Gallia (Garsendi nomine de galiis).

## Biografia
Guglielmo fu allevato dalla nonna paterna, Garsenda di Fézensac, e, dopo la sua morte, a Burgos, alla corte di sua zia (sorella di suo padre), Ava, contessa consorte di Castiglia.
Suo padre, Isarno finì i suoi giorni nel castello di Monzón, affrontando l'attacco di Abd al-Malik, figlio di Almanzor nel 1003; anche il capitolo n° XXXVI del libro XLVI della España sagrada. 46, De las santas iglesias de Lérida, Roda y Barbastro conferma la morte in battaglia contro i Saraceni, in una località detta monte di Sion (in Monte Sion); lo scontro viene ricordato come battaglia di Albesa..
Dopo la morte di Isarno, come viene precisato dal capitolo n° XXXVI del libro XLVI della España sagrada. 46, De las santas iglesias de Lérida, Roda y Barbastro, nel governo della contea gli succedette l'altra sorella di Isarno, sua zia, Tota, che già collaborava col fratello.

Nella confirmatio V dell'anno 1005 delle Noticias históricas de las tres provincias vascongadas, Parte 3,Volume 3 Guglielmo viene già citato come conte di Ribagorza (Comite Guillelmo in Ripa-curtia).
Siccome Abd al-Malik continuava l'invasione della Ribagorza, Toda decise di prendere marito che potesse affiancarla, nella difesa della contea, scegliendo il conte Suniario I di Pallars.

Rimasta vedova nel 1010, Toda abdicò in favore di Guglielmo, che intervenne in Ribagorza, assiema al cugino, il figlio di Ava, il conte indipendente di Castiglia e conte di Burgos, Lantarón, Cerezo e Álava, Sancho Garcés, con un forte esercito che sconfisse i Saraceni e liberò la contea.

Al seguito di Sancho Garcés vi era anche la sorella, Mayor, che, in quello stesso anno, sposò il conte Raimondo III di Pallars-Jussà, figliastro di Tota, e che, secondo il gesuita storico Medievalista, Gonzalo Martínez Diez, governarono una parte della contea.
Tra i territori liberati dai Saraceni vi era anche la Val d'Aran, che non volle riconoscere l'autorità di Guglielmo, che dovette intervenire, e nel 1017, venne assassinato; secondo il capitolo n° XXXVI del libro XLVI della España sagrada. 46, De las santas iglesias de Lérida, Roda y Barbastro, gli abitanti della Val d'Aran avevano pensato che uccidendolo ne sarebbero divenuti i legittimi eredi; secondo alcuni storici erano stati istigati da Raimondo III di Pallars-Jussà.
Siccome Guglielmo non aveva discendenza la contea venne governata da Mayor e dal marito, Raimondo III; ma il re di Pamplona e conte d'Aragona, Sancho III Garcés di Navarra, marito di Munia di Castiglia, figlia di Sancho Garcés e nipote di Mayor, reclamò la contea, per la moglie, innescando una disputa, che portò, nel 1018, all'occupazione e all'annessione al regno di Pamplona della Ribagorza.

## Matrimonio e discendenza
Come viene anche precisato dal capitolo n° XXXVI del libro XLVI della España sagrada. 46, De las santas iglesias de Lérida, Roda y Barbastro Guglielmo non ebbe moglie e non ebbe discendenza legittima e di lui non si conosce alcun altro discendente.

### Fonti primarie
- (LA)  (ES)  #ES Textos-navarros-codice-roda.pd.
- (LA)  #ES El antiguo obispado de Pallas en Cataluña, Apendice, Clase Primera.
- (LA)  España sagrada. 46, De las santas iglesias de Lérida, Roda y Barbastro.
- (LA)  Rerum Gallicarum et Francicarum Scriptires, tomus XII.
- (LA)  Noticias históricas de las tres provincias vascongadas, Parte 3,Volume 3.

### Letteratura storiografica
- (EN) The Development of Southern French and Catalan Society, 718-1050, su libro.uca.edu.